# Росси, Луи
Луи Росси (фр. Louis Rossy) — швейцарский шоссейный велогонщик, выступавший в конце XIX — начале XX века. Победитель и призёр велогонки Тур дю Лак Леман.

## Достижения
1898
2-й Тур дю Лак Леман
1899
3-й Тур дю Лак Леман
1900
2-й Тур дю Лак Леман
1901
1-й Тур дю Лак Леман